# Megachile alani
Megachile alani är en biart som beskrevs av Cockerell 1929. Megachile alani ingår i släktet tapetserarbin, och familjen buksamlarbin. Inga underarter finns listade i Catalogue of Life.